# Bad Tatzmannsdorf
Bad Tatzmannsdorf est une commune d'Autriche, dans le Burgenland. Elle fait partie du district d'Oberwart. C'est la plus grande station thermale du Burgenland.

## Histoire
Le village s'appelait Tarcsa et se situait en Hongrie quand le baron de Tott, célèbre officier français, qui fortifia efficacement en 1770 les forteresses des Dardanelles et du Bosphore contre les Russes, y mourut en 1793.
Les habitants du village célèbrent toujours sa mémoire à la fois par l'entretien de sa maison surnommée Hexenhaus (« maison des sorcières ») en raison des expériences de physique qu'il y accomplit. L'inauguration de son tombeau symbolique en 1972 donna lieu à une cérémonie.